# ألبرت يوبو
ألبرت يوبو (بالإنجليزية: Albert Yobo)‏ هو لاعب كرة قدم نيجيري في مركز الدفاع، ولد في 5 مايو 1979 في بورت هاركورت في نيجيريا. شارك مع منتخب نيجيريا لكرة القدم. أما مع النوادي، فقد لعب مع بي إي سي زفوله وغراتزر أي كاي ونادي أوسنابروك ونادي أوكسير ونادي بونتيفيدرا.

## وصلات خارجية
- ألبرت يوبو على موقع الاتحاد الدولي (مؤرشف)  (الإنجليزية)
- ألبرت يوبو على موقع قاعدة بيانات كرة القدم.إي يو (الإنجليزية)